# Історія Китайської Народної Республіки
Історія Китайської Народної Республіки деталізується історією континентального Китаю з 1 листопада 1949 року, коли, після майже абсолютної перемоги Комуністичної партії Китаю (КПК) у Китайській громадянській війні, Мао Цзедун проголосив про створення Китайської Народної Республіки (КНР) з піддашшя Брами небесного спокою. Впродовж кількох десятиліть слово КНР ототожнювалося з Китаєм, але це найновіша політична сутність керування континентального Китаю, якій передувала Республіка Китай (РК) і тисячі років імперських династій.

## 1949—1976: Соціалістичне перетворення під керуванням Мао Дзедуна
Слідом за Громадянською війною в Китаї та перемогою Мао Цзедунівської комуністичної партії над Гоміньданівськими силами генералісимуса Чан Кайші, який відлетів до Тайваню, Mao 1 жовтня 1949 року проголосив створення Китайської Народної Республіки. Найпершою метою Мао став повний переогляд системи володіння землею та розширені земельні реформи. Стара китайська система джентрі поміщиків, які володіли фермами та селян-орендарів змінилася розподільною системою на перевагу бідних/безземельних селян, що значно зменшило економічну нерівність. Було страчено понад мільйон поміщиків. У Чжан Чжуанцюнь, на найбільш ретельно реформованій зоні півночі країни, більшість «землевласників» та «багатих селян» позбулися своєї землі, а часто й свого життя, або ж покинули країну. Всі раніше безземельні працівники одержали землю. Таким чином зникла категорія «безземельних». У скутечності, "селяни середнього достатку, " яку наразі склали 90 відсотків сільського населення, мали у власності 90.8 % земель. Mao приділяв велику увагу теорії на класової боротьби, і у 1953 році розпочав кілька кампаній переслідування минулих землевласників та торговців, аж до страти впливових землевласників. Наркоторгівля, а також іноземні інвестиції були повністю припинені.
Mao вірив, що соціалізм колись остаточно переможе інші ідеології, а подальшим Першим п'ятирічним планом, заснованим на радянсько-стильовій центрально-контрольованій економіці, Mao розпочав амбіційний проєкт Великого стрибка у 1958 році, починаючи безпрецедентний процес колективізації у сільських місцевостях. Mao наполягав на використанні комунально-впорядкованих металоплавильних печей для збільшення сталевого виробництва, використовуючи працівників агрокультурного сектора до межі, що левова частка зерна згнила на полях незібраною. Mao вирішив продовжувати захищати металоплавильні печі, незважаючи на відвідування металургійних комбінатів, які доводили, що сталь високої якості можна отримати лише на виробництві. Він вважав, що закінчення програми пригнітить ентузіазм селян до його політичної мобілізації, Великого стрибка.
Впровадження Маосиських ідей у Китаї можливо стало причиною 40–70 мільйонів смертей від голоду у мирний час, разом з Великим стрибком, Антиправою кампанією 1957—1958 рр. та Культурною революцією. Мільйони осіб померло від страт та примусової праці.
Через земельні реформи Мао під час Великого стрибка, який призвів до масових голодів, 30 мільйонів людей загинуло у період 1958 до 1961 рр. Наприкінці 1961 року, через недоїдання, народжуваність скоротилася майже вдвічі. Активні кампанії, включаючи партійні вичищення та «переосвіту» призвели до ув'язнення або страти людей, які мали протилежне бачення щодо Маосиських ідеалів.
Маова невдача з Великим стрибком зменшила його вплив у парламентові, адміністративні обов'язки лягли на Лю Шаоці та Дена Сяопіна.
Аби встановити соціалізм та здихатися «старих елементів» Китаю і одночасно послужити певним політичним цілям, Mao розпочав Культурну революцію у травні 1966 року. Кампанія занадто втручалася в аспекти Китайського життя. Хунвейбіни тероризували вулиці, а пересічні громадян називали контрреволюціонерами. Освіта та громадський транспорт майже зупинилися. Буденність включала вигукування слоганів та цитування Мао. Багато видатних політичних лідерів, включаючи Лю та Дена, усувалися та звинувачувалися у «прокапіталістичних поглядах». Ця кампанія не закінчувалася аж до смерті Мао у 1976 році.
Прибічники Маосиської ери заявляють, що під управлінням Мао, китайські єдність та суверенітет забезпечилися вперше за сторіччя, а також розвивалася інфраструктура, індустрія, медицина, освіта (лише 20 % населення вміли читати у 1949 році, порівнюючи з 65.5 % у 1979 році), які збільшили рівень життя пересічного китайця. Вони також заявляють, що кампанії, на кшталт Великого стрибка — є прикладом концепції Нової Демократії — а Культурна революція була необхідним початковим стрибком Китаю у розвиткові й «очищенню» його культури. Інші стверджують що наслідками обох кампаній стали економічною та людською катастрофами, переставши бути «чистою державою», яка б згодом могла досягти економічного прогресу. Прибічники також піддають сумнівам статистики та число померлих, та інші збитки спричинені Маовими кампаніями террору, відносячи високе число померлих до таких, що померли внаслідок стихійних лих, голоду, або інших наслідків політичного хаосу під час керування країною Чаном Кайші.

#### П'ятирічні плани (1-4)
Після створення КНР було взято курс на переорієнтацію від традиційної економічної моделі, заснованої на домашньому господарстві, до розвитку соціалістичного промислового комплексу, використовуючи прямий державний контроль. Китай став країною з командною економікою за зразком Радянського Союзу, який певний час надав всеосяжну підтримку китайському уряду, зокрема технічну, технологічну та фінансову.
| Назва п'ятирічки | Дата проведення |
| --- | --------------- |
| Основний фокус економічної політики етапу відновлення (1950-і) був направлений на прискорену індустріалізацію, тому державні інвестиції спрямовували у видобувну та переробну промисловості. Ці пріоритети лягли в основу Першого П'ятирічного плану на 1953—1957 рр. Американський економіст Б. Нотон у роботі «The Chinese Economy: Transitions and Growth» визначає ключовими особливостями стратегії індустріалізації 1950-х років таке: - важка промисловість — пріоритетний сектор економіки; - стратегічна орієнтація на видобувну та переробну галузі; - заощадження з боку держави й держпідприємств; - державні інвестиції; - джерело зростання попиту — китайська промисловість і державні інвестиційні проєкти; - повільне збільшення доходів домогосподарств; - планове управління економікою; - низька відкритість світові. Завдяки розбудові промисловості збільшилася її частка в структурі ВВП з 17,6 % у 1952 р. до 25,4 % у 1957 р., разом із цим зросла й частка будівництва — з 3,2 % до 4,3 % за аналогічний період. Натомість частка сільського господарства зменшилася на 10,2 в.п. (з 50,5 % до 40,3 %), що пояснюється переорієнтацією на індустріалізацію та її швидкими темпами.. | 1953–1957       |
| Девізом Великого стрибка було: «БІЛЬШЕ, ШВИДШЕ, КРАЩЕ, ДЕШЕВШЕ». Великий стрибок мав на меті, по-перше, створити індустріальну економіку, щоб наздогнати Захід; по-друге, розвинути колективізм у суспільстві, де соціалістичні принципи визначають роботу, виробництво та життя людей. У 1964 році під тиском ескалації конфлікту між США та В'єтнамом у водах Тонкінської затоки було змінено стратегію розвитку КНР. Розпочалася розбудова так званого «третього фронту», що охоплював 13 провінцій та автономних районів Китаю. Програма розбудови «третього фронту» передбачала масштабні інвестиції у віддалені райони Південно-Західного та Західного Китаю, зокрема в такі сфери: національна оборона, технології, видобувна, переробна промисловість, енергетика, транспорт та інфраструктура. У 1964 році приріст інвестицій до попереднього року становив 36,4 %. Ключовою метою було створення потужної виробничої бази, яка забезпечить стратегічну незалежність КНР. За допомогою цієї програми вдалося відновити економіку: середньорічні темпи зростання реального ВВП у період із 1964 по 1966 рр. становили 14,1 %                                                                          | 1958–1962       |
| Враховуючи результати другої п'ятирічки, третій п'ятирічний план (1966—1970) був націлений на розвиток сільського господарства (поверталися робітники, вилучені раніше для важкої промисловості), індустріалізацію сільської місцевості (для обслуговування сільського господарства втілювалася програма «П'яти малих індустрій»: виробництво чорних металів, сталі, цементу, хімічних добрив, гідроенергетика), а також удосконалення галузей легкої промисловості з метою задоволення потреб населення. Крім того, третя п'ятирічка передбачала встановлення пріоритетів національної оборони у зв'язку з можливою війною: воєнно-промисловий комплекс, наука і технології, промисловість і транспортна інфраструктура. Для цього періоду характерна мілітаризація економіки. Унаслідок реалізації третьої п'ятирічки економіка Китаю зростала в середньому на 7,4 %. Її сповільнення спостерігалося з початком «Культурної революції»: -5,7 % у 1967 р. і -4,1 % у 1968 р. Утім, валова вартість продукції промисловості та сільського господарства перевищила цільові показники на 14,1 %. Номінальний ВВП та ВВП на душу населення зросли на 20,6 % і 8 % відповідно.                                    | 1966–1970       |
| Четвертий п'ятирічний план був присвячений розбудові інфраструктури, на що державою було заплановано інвестувати 130 млрд юанів протягом п'яти років. А також у цей період спостерігалося збільшення валової промислової та сільськогосподарської продукції на 12,5 %. Найуспішнішими роками того часу стали 1973-й та 1975-й, яким відповідають такі темпи зростання економіки: 7,9 % і 8,7 %. | 1971–1975       |

## 1976—1989: Входження Дена Сяопіна та економічні реформи
Мао Дзедунова смерть спричинила боротьбу за владу між Бандою чотирьох, Хуа Гофеном, а згодом і Дена Сяопіна, який згодом і став фактичним очільником країни. На Третьому Пленумі Одинадцятого Національного Партійного Конгресу Центрального Комітету, Ден запровадив перехід Китаю на шлях Економічних Реформ і Відкритості (改革开放 Gaige Kaifang), які розпочалися з деколективізації сільських місцевостей, за якою йшли індустріальні реформи націлені на децентралізацію контролю уряду в індустріальному секторі. Важливий документ, присутній у вересні 1979 року на Четвертому Пленумові, давав «попереднє оцінювання» всього 30-річного комуністичного правління. На пленумові, партійний віце-голова Ye Jianying, заявив що Культурна революція стала «жахливою катастрофою» та «найважчою перешкодою до [китайського] соціалізму з [1949].» Осуд китайським урядом Культурної революції прийшов до Резолюції на певні питання в історії нашої партії з дати заснування Китайської Народної Республіки, прийнятою Шостою Пленарною Сесією Одинадцятого Центрального Комітету Комуністичної Партії Китаю. Вона заявляла що «Товариш Мао Дзедун Mao був великим марксистом та великим пролетарним революціонером, стратегом і теоретиком. Це правда, що він припустився дуже багатьох помилок під час „культурної революції“, але, якщо ми судимо його дії у цілому, його внесення до китайської революції значно переважають його помилки. Його заслуги першорядні, а його помилки другорядні.»
Щодо предмету Маової спадщини, Ден підкинув відому фразу «7 частин хороших, 3 частини погані» та ухилився від денонсування Мао. Ден боровся за ідею Спеціальної економічної зони (СЕЗи), зони до яких би дозволялося приймати іноземні інвестиції без жорстких урядових обмежень та контролю, які працюють фактично за капіталістичної системою. Ден наголошував на легкій промисловості, як на підніжжі до розвитку важких промисловостей.
Прихильники економічних реформ вказують на швидкий розвиток споживчих та експортних секторів економіки, створення сучасного середнього класу, який зараз нараховує 15 % від населення, вищі стандарти життя (які показані у значному зростанні ВВП, споживчих витратах, середньою тривалістю життя, грамотністю і виходом зерна) і значно ширшим діапазоном особистих прав та свобод для пересічного китайця, як доказ успіху реформ.
Хоча й стандарти життя значно поліпшилися у 1980-х, Денові реформи все ж отримали критику. Скептики відстоювали думку, що Ден відкрив двері Китаю для різного соціального зла, й у скутечності збільшив матеріалістичні тип мислення, а ліберали атакували Денове непохитне ставлення до політичних реформ. Ліберальні сили почали гуртуватися у різні форми для протестування проти авторитарного верховенства партії. У 1989, смерть Ху Яобана, ліберальної фігури, спричинила до тижнів самочинних протестів на майдані Тяньаньмень. Уряд оголосив військовий стан і вислав до майдану танки та військових аби придушити демонстрації. Західні країни і багатопрофільні організації стисло призупинили свої формальні стосунки з китайським урядом під керуванням прем'єру Лі Пену, який був винний у комендантський годині та кривавих заходах.
Критики економічних реформ, у Китаї та закордоном, стверджують, що реформи спричинили заможну розбіжність, забруднення довкілля, свавільну корупцію, зростання безробіття, пов'язане зі звільненнями з малоефективних державних підприємств, а також представили часто небажані культурні впливи. Отже, вони вірять що китайська культура зіпсувалася, бідні опустилися до безнадійного підкласу, а соціальна стабільність зазнає загрози. Вони також мають думку щодо політичних реформ, таких як рухи до громадських виборів зів'яли у самому зав'язку. Не дивлячись на жодне з переконань, у наші дні, громадське сприйняття Mao під тиском пропаганди дуже зросло; зображення Мао і речі, які його стосуються стали поширеними, часто використовуються на нових речах або навіть як талісмани. Проте, шлях модернізації та ринково-орієнтованих економічних реформ, які Китай започаткував на початку 1980-х років став загальновизнаним. Навіть критики ринкових реформ Китаю не бажають бачити гальмування двох десятиріч реформ, але радше пропонують скориговану послідовність заходів для порівняння певних соціальних проблем, які створили чинні реформи.
У 1979 р, китайський уряд запровадив політику однієї дитини у спробі контролю над значним збільшенням населення. Ця контроверсійна політика спричинила значне зниження дитячої бідності. Закон з 2015 року дозволяє мати 2-х дітей, з планами запровадження «полегшення» закону до обмеження у троє дітей.
Досягнення Лі Куан Ю у створення економічної «суперсили» у Сингапурові, мали глибокий ефект на комуністичне керівництво Китаю. Було зроблено значний вклад, особливо під час Дена Сяопіна, аби моделювати його політику економічного зростання, підприємництва та ніжного «придушення» незгодних. Понад 22,000 китайських урядових працівників відсилали до Сингапуру для вивчення методів Лі Куана Ю.

#### П'ятирічні плани (5-6)
| Назва п'ятирічки | Дата проведення |
| --- | --------------- |
| У 1976 році розпочалася п'ята п'ятирічка. Цей рік був важкий для суспільства: Тяньаньменський інцидент; масштабний землетрус у Таншані, жертвами якого стали 242 419 осіб, а місто було зрівняно із землею; смерть Мао Цзедуна. Під впливом вказаних подій економіка Китаю впала до -1,6 % у 1976 р. У 1978 році Третій пленум ЦК КПК 11-го скликання розпочав політику реформ і відкритості. Під «реформами» малося на увазі послаблення централізованого контролю економічної діяльності. Також під «відкритістю» уряд Китаю передбачав інтеграцію своєї країни у світову економіку. До реформ китайська економіка була закритою, а частка зовнішньої торгівлі у структурі ВВП становила 9 %. Перші економічні реформи розпочалися в 1978 році в сільському господарстві та стосувалися розширення прав підприємств галузі. Була ухвалена Програма «Чотирьох модернізацій» до 2000 року, яка складалася з таких етапів: до 1980-го — механізація сільського господарства; до 1985-го — завершення технологічної перебудови народного господарства на основі положень десятирічного плану; до 2000-го– вхід до числа передових країн світу за рівнем розвитку народного господарства шляхом здійснення модернізації сільського господарства, промисловості, оборони, науки й техніки. Головними важелями економічного зростання стали прямі іноземні інвестиції, відкритий ринок та доступ до провідних технологій [, с.87].                                                                 | 1976-1980       |
| Одним із завдань шостого п'ятирічного плану (1981—1985), в основу якого закладався принцип «регулювання, реформи, виправлення, покращення», було нарощування експорту Китаю на міжнародних товарних ринках, а також залучення іноземних інвестицій. З метою розробки та впровадження інновацій у 1982 році ухвалено план рішень пріоритетних науково-технічних проблем державного значення — «Штурмовий план». Дієвим механізмом досягнення зазначених цілей стали спеціальні економічні зони. У 1979-му Державна рада ухвалила рішення про створення чотирьох подібних зон: Шеньчжень, Чжухай, Сямень, Гуандун. Пілотні СЕЗ показали позитивний ефект у нагромадженні інвестицій та збільшенні промислового виробництва, тому в межах реалізації регіональної політики 1984 року уряд відкрив ще спеціальні економічні зони в 14 приморських містах — від Даляня до Бейхаю. Ці території стали зонами техніко-економічного розвитку (ЗТЕР), в яких відбувалося нарощення технологічного потенціалу країни, що відповідає ще одній меті шостої п'ятирічки — заохочення технологічних оновлень та сприяння науково-технологічним дослідженням і застосуванню новітніх технологій. Наука й технології визнані виробничими рушійними силами. Наслідком економічної політики в 1981—1985 рр. стало середньорічне зростання економіки КНР 10,8 %, а також збільшення частки сектора послуг у структурі ВВП. У зв'язку з відкриттям спеціальних економічних зон зріс імпорт, зокрема технологічний. | 1981–1985       |

## 1989—2002: Економічне зростання під керуванням третього покоління

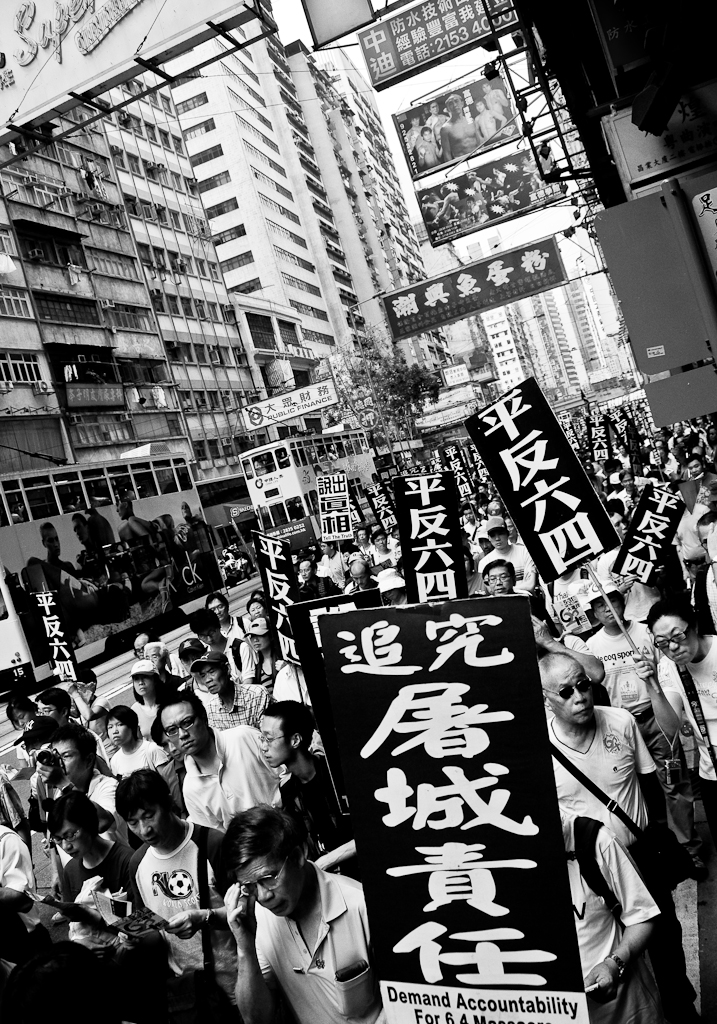
Вшанування річниці подій на площі Тяньаньмень

Після подій на майдані Тяньаньмень, Ден Сяопін перестав з'являтися публічно. Тримаючи остаточний контроль, владу перейшла третьому поколінню під управлінням Цзяна Цземіна, якого називали його «осердям». Економічне зростання, незважаючи на ембарго іноземної торгівлі, повернулося до швидкого темпу у середині 1990-х. Цзянові макроекономічні реформи подальшили Денове бачення на «соціалізм з китайськими рисами». Водночас, у період правління Цзяна зростання соціального розладу в усіх аспектах життя. Безробіття досягло нечуваних вершин, бо державні підприємства закрилися для більшої конкурентності, усередині країни та за її межами. Погано впроваджена соціальна допомога з безробіття постала на серйозним випробуванням. Цзян також поставив високий наголос на наукове й технічне просування в таких галузях як дослідження космосу. Аби витримати велике людське споживання, збудовано ГЕС Три ущелини, притягуючи прибічників і поширену критику. Забруднення довкілля стало дуже серйозною проблемою, по Пекіну часто вдаряли пилові бурі внаслідок опустелювання.
У 1990-х дві іноземні колонії повернулися до Китаю, Гонконг від Великої Британії у 1997 р., і Макао від Португалії у 1999 році. Гонконг та Макао переважно продовжили самоврядування, зберігаючи незалежність їхніх економічних, соціальних та судових системах.
Цзян та Білл Клінтон обмінялися державними візитами, але Американсько-китайські стосунки отримали дуже неприємний відтінок під кінець десятиріччя. 7 травня 1999 року, під час Косовської війни, літак Сполучених Штатів здійснив бомбардування китайського посольства у Белграді. Уряд США заявив, що удар завдано через погану розвідку та помилкове розпізнавання цілі.
Усередині США, Cox Report стверджував, що Китай крав різні військові таємниці Сполучених Штатів найвищої важливості.
У 2001 році, розвідувальний літак США зіткнувся з китайським винищувачем над міжнародними водами коло Хайнаню, спонукавши подальше невдоволення китайської громадськості, яке вже невдоволене Сполученими Штатами.
На політичній арені, Китай вийшов знову в поганому світлі за блокування активності Фалунь Дафи у 1999 році. Тихі протестувальники з духовного руху сіли поза межами Чжуннаньхаю, намагаючись встановити діалог з китайськими очільниками. Цзянь інтерпретував це як загрозу для політичної ситуації у країні та видав постанову щодо групи, нібито вона перебуває тепер поза законом, використовуючи мас-медіа, аби оголосити організацію релігійним культом.
Проте, економічна політика прем'єра Чжу Жунцзі привела Китай до посилення економіки під час Азійської фінансової кризи. Економічне зростання у середньому складало 8 % на рік, погішившись через повіддя 1998 року річки Янцзи. Після десятиріччя перемовин, Китай нарешті прийнято до СОТ. Значно поліпшився рівень життя, проте утворилася значна заможнісна відстань між селянами та містянами, як Китай побачив перез'явлення середнього класу. Заможнева невідповідність між внутрішніми регіонами країни сходу та заходу продовжувала зростати день у день, спонукаючи урядові програми до «розвитку заходу», ставлячи на такі амбіційні проекти, як Цінхай-Тибетська залізниця. Освітній тягар був великий як ніколи. Свавільна корупція продовжувалася всупереч антикорупційної кампанії прем'єра Чжу, під час якої страчено багато високопосадовців.

#### П'ятирічні плани (7-9)
| Назва п'ятирічки | Дата проведення |
| --- | --------------- |
| Сьомий пятитирічний план забезпечив середньорічні темпи зростання економіки 7,9 %; ріст номінального ВВП із 1 трлн юанів до 1,9 трлн юанів; ріст номінального ВВП на душу населення з 956 юанів до 1634 юанів; у структурі ВВП зменшилася частка вторинного сектору з 44 % до 41,6 %, третинного — збільшилася з 28,9 % до 31,3 %, частка первинного не змінилася — 27,1 %; експорт та імпорт зріс із 30,9 млрд дол. і 42,9 млрд дол. до 62,1 млрд дол. і 53,3 млрд дол. відповідно.                         | 1985-1990       |
| Восьмий п'ятирічний план продемонстрував середньорічні темпи зростання економіки 12 %; номінальний ВВП зріс із 2,2 трлн юанів до 5,9 трлн юанів; номінальний ВВП на душу населення з 1879 юанів до 4854 юанів; у структурі ВВП зменшилася частка первинного й третинного секторів із 24,5 % до 20,5,4 % і 33,4 % до 30,7 % відповідно, вторинного — збільшилася з 42,1 % до 48,8 %; експорт та імпорт збільшився з 71,9 млрд дол. і 63,8 млрд дол. до 148,8 млрд дол. і 132,1 млрд дол. відповідно.          | 1991-1995       |
| Дев'ятий п'ятирічний план у підсумку виявив середньорічні темпи зростання економіки 8,5 %; ріст номінального ВВП із 6,8 трлн юанів до 8,9 трлн юанів; ріст номінального ВВП на душу населення з 5576 юанів до 7858 юанів; у структурі ВВП зменшилася частка первинного сектору з 20,4 % до 16,4 %, вторинного та третинного секторів — зросли з 49,5 % і 30,1 % до 50,2 % і 33,4 % відповідно; експорт та імпорт збільшився з 151 млрд дол. і 138,9 млрд дол. до 249,2 млрд дол. і 225 млрд дол. відповідно. | 1996-2000       |

## 2002–дотепер
Найбільшою проблемою з якою стикнувся Китай у 21-му сторіччі, як нового покоління лідерів, яке вів Ху Цзіньтао після приходу до влади, стала криза громадського здоров'я включаючи ТГРС, хвороби, яка поширилася з провінції Гуандун. Позиція Китаю у війні проти тероризму дипломатично приблизило країну до Сполучених Штатів. Економіка продовжила зростання у двозначних номерах, бо розвиток сільських місцевостей став найголовнішим вектором урядової політики. У поступових кроках до змінення своєї влади, Ху Цзіньтао усунув керівника Шанхайської Партії Чена Лянюя та інших потенційних опонентів поміж боротьби проти корупції, а також поточна боротьба проти потужної Шанхайської верхівки. Формулювання Наукової Перспективи створило Соціалістичну Гармонійну Спільноту в осередкові Ху-Венової адміністрації, неначе повертаються певні залишки Дзянової ери. Роками згодом, після приходження Ху до влади, повага до основних людських прав у Китаю, продовжує бути джерелом занепокоєння.

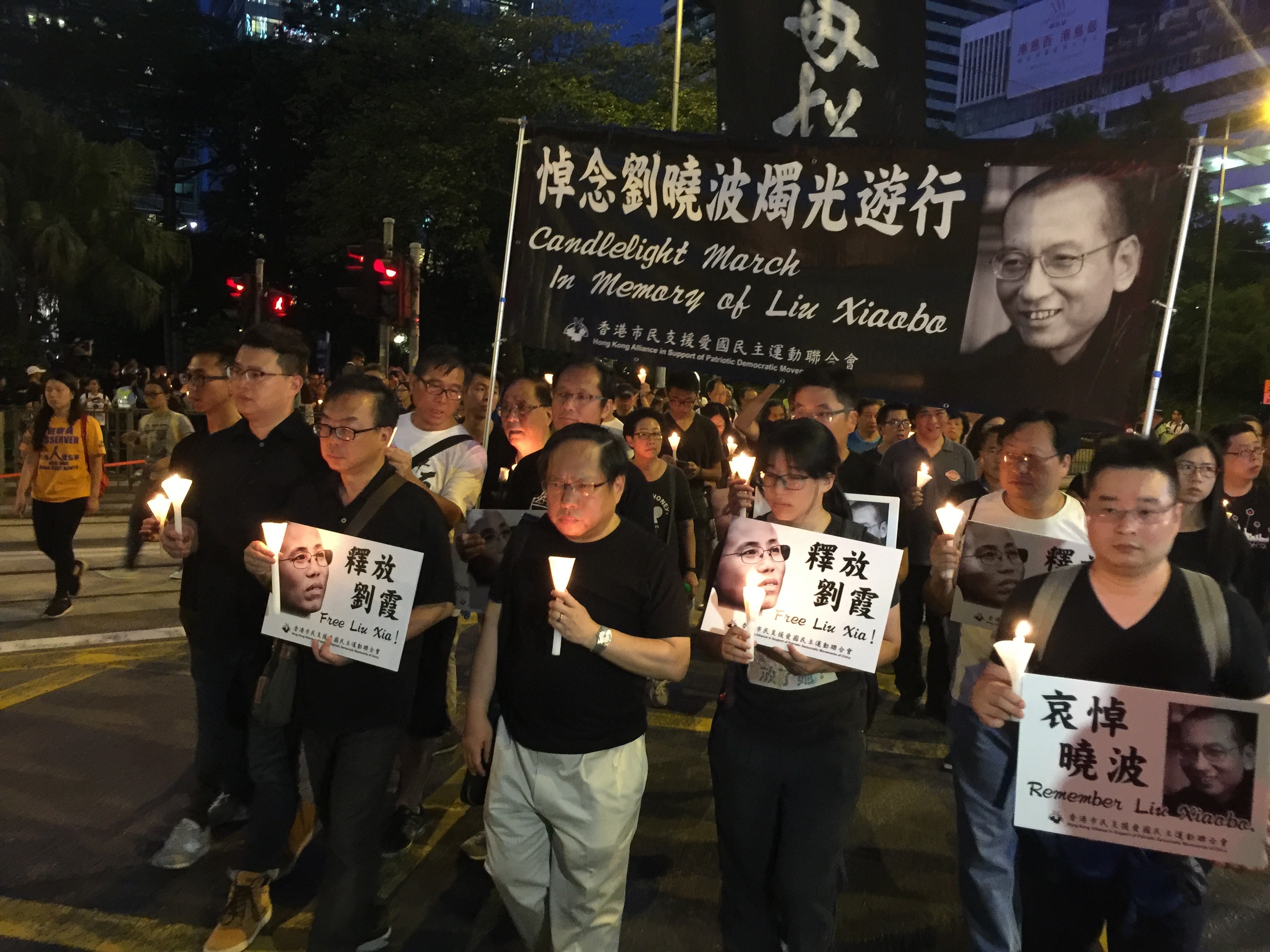
Марш пам'яті китайського лауреата Нобелівської премії миру Лю Сяобо, який помер під час перебування під вартою уряду

Політичний статус та майбутнє Тайваню лишається невизначеним, але вже зроблено певні кроки до поліпшення стосунків між комуністичною партією й кількома Тайванськими партіями, які мають менш протидійніші погляди щодо Китаю, особливо минулий конкурент Гомільдан.
Продовжуючи економічне зростання країни, як і спортивний високий статус, Китай виборов право на проведення Літніх Олімпійських ігор 2008 року. Проте, це також поставило адміністрацію Ху в центр уваги. Коли Олімпійські ігри 2008 багатьма розумілися подією «виходу з тіні» Китайської Народної Республіки, у світлі подій Тибетових протестів у березні 2008 року, уряд зазнав ретельного дослідження. Олімпійський вогонь зустріли з протестом на його шляху. Всередині країни ці реакції зустрілися гарячою хвилею націоналізму з обвинуваченнями Західних зміщувань проти Китаю.
У травні 2008 року, стався потужний землетрус у 8.0 балів за шкалою Ріхтера у китайській провінції Сичуань, точне число померлих, за офіційними даними, склало приблизно 70,000 осіб. Уряд відреагував швидше, ніж під час попередніх стихійних лих, і дозволив іншоземним ЗМІ доступ до регіонів, де відбувалися найпотужніші удари. Компетентність урядового реагування здебільшого отримала схвалення, а полегшення зусиль розширилося до кожного з аспектів китайського життя.
У травні та червні 2008 року, сильні дощі у південній частині Китаю призвели до сильних паводків у провінціях Аньхой, Хунань, Цзянсі, Фуцзянь та Гуандун, які спричинили багато смертей, а понад мільйон людей були змушені евакуюватися. Станом на 2009 рік, Китай підвищив можливості інтернетового спостереження доданням сотень нових моніторингових станцій.
У 2012—2015 роках була звинувачена у корупції, заарештована та засуджена т. зв. Нова банда чотирьох, група високопосадовців КПК. Названа за аналогією з «Бандою чотирьох» та «Малою бандою чотирьох», однак у цьому випадку об'єднуючим фактором були не політичні, а корупційні зв'язки.

#### П'ятирічні плани (10-14)
| Назва п'ятирічки | Дата проведення |
| --- | --------------- |
| Десятий п'ятирічний план (2001—2005) був продовженням політики формування соціалізму з китайською специфікою. Відбулося збільшення темпів економічного зростання до 7 %; утримання безробіття на рівні 5 %; підтримка цінової стабільності й балансу державного бюджету; продовження розвитку зовнішньої торгівлі й підвищення конкурентоспроможності на світовому ринку; скорочення розриву між бідними та багатими, підвищення рівня урбанізації; збільшення фінансування наукових досліджень (до 1,5 % від ВВП) і прискорення науково-технологічного прогресу; зменшення темпів зростання населення. Планові показники було перевищено: реальний ВВП зріс на 9,8 %, номінальний ВВП та ВВП на душу населення збільшилися у 1,6 раза, а зовнішньоторговельний обсяг — майже утричі. | 2001–2005       |
| Одинадцятий п'ятирічний план спрямовувався на побудову гармонійного суспільства, перехід до ефективної моделі зростання; оптимізацію й модернізацію промислової структури; розвиток та запровадження інновацій у сільське господарство; досягнення збалансованого розвитку; підтримку науки, техніки й освіти; підвищення якості державних послуг; екологічну безпеку й ефективний розподіл ресурсів. Одинадцята п'ятирічка припала на період світової фінансової кризи, природні катаклізми в КНР (землетрус Сичуані), але, незважаючи на це, Китай витримав випробування та досягнув значних успіхів: економічне зростання, формування інноваційності держави, підвищення рівня життя й енергозбереження. З метою стимулювання розвитку інноваційного потенціалу КНР та національних інновацій шляхом подальшої фінансової підтримки вже наявних й успішних державних програм урядом Китаю затверджено Середньо- та довгостроковий стратегічний план розвитку науки і техніки 2006—2020 (Medium- Long-term Strategic plan of Science and Technology 2006—2020). У 2010 році Державною Радою КНР було ухвалено Рішення про прискорення розвитку «стратегічно нових галузей промисловості»: енергоефективність та охорона довкілля, інформаційні технології нового покоління, виробництво високотехнологічного обладнання, нова енергія, нові матеріали, транспортні засоби, які працюють за допомогою альтернативної енергії. | 2006–2011       |
| Під час виконання Дванадцятого п'ятирічного плану середньорічні темпи зростання економіки 7,9 %; номінальний ВВП зріс із 40,2 трлн юанів до 68,9 трлн юанів; номінальний ВВП на душу населення зменшився з 35,2 тис. юанів до 50,3 тис. юанів; у структурі ВВП скоротилася частка первинного і вторинного секторів із 10 % до 8,8 % і 46,6 % до 40,9 % відповідно, третинного — збільшилася з 43,4 % до 50,2 %; експорт та імпорт зріс із 1,8 трлн дол. і 1,7 трлн дол. до 2,3 трлн дол. і 1,7 трлн дол. відповідно. | 2012-2016       |
| Тринадцятий п'ятирічний план продовжує політику розпочату в попередній п'ятирічці та визначає такі завдання соціально-економічного розвитку: збереження темпів економічного зростання на рівні 6,5 %, створення більш інклюзивного суспільства й підвищення якості життя, що сприяє формуванню середнього класу, «безпечного» споживання та надання суспільних послуг; розвиток інноваційної нації. | 2015-2020       |
| Чотирнадцятий п'ятирічний план 5 березня 2021 Держрада Китаю представила основні положення плану на 2021—2025 на затвердження Всекитайских зборів народних представників. | 2020-2025       |

#### Тенденції розвитку КНР у першій чверті ХХІ ст.
Сфери послуг у ВВП Китаю у 2019 р. становила 57,8 % (у 2003 р. 35,4 %), значно зросла частка малих і середніх підприємств, їх внесок у ВВП країни становив 60 %, а в структурі зайнятого населення — 80 %.

#### Енергетика
Від 1978 року китайський уряд запровадив низку заходів щодо залучення інвестицій, реструктуризації енергетична галузь КНР.
У 2018-му, за оцінками міжнародної організації Enerdata, Китай посідав перші позиції з видобутку, продажу й споживання енергії, випереджаючи США та Японію (табл. 1). Однак і за рівнем викидів CO2, які утворюються від згорання палива, КНР утримує першість — 9 467 метрич. т СО2 на рік, що становить майже 30 % світових обсягів. Наприклад, у США цей показник зафіксовано на рівні 5 118, Індії — 2 277, Німеччині — 733, Норвегії — 39, а в Україні — 175 метрич. т СО2.
Із нарощенням виробництва альтернативної енергетики (26,3 % — частка електроенергії з відновлювальних джерел у 2018 р.) зберігається тенденція до переважання традиційних джерел енергії в структурі енергетичної галузі Китаю. Найбільша частка виробленої енергії припадає на вугілля — 72 % у 2018 році (у 2016-му — 70 %). Також КНР є найбільшим споживачем первинної енергії на міжнародній арені (48 % від світового обсягу споживання вугілля та лігніту, 61 % — від національного).
Значних успіхів у розвитку альтернативної енергетики досягнув Китай, зокрема є безумовним лідером за обсягом інвестицій, потужністю ГЕС, СЕС та ВЕС.
Відповідно до статистичного звіту Renewable capacity statistics 2019, за встановленою потужністю альтернативної енергетики Китай посідає перше місце (696,87 ГВт), обігнавши США (245,25 ГВт), Бразилію (135,67 ГВт), Німеччину (120,01 ГВт), Індію (117,92 ГВт)4.
За даними International Energy Agency, КНР є найбільшим виробником сонячних фотомодулів — 73 % глобального ринку припадає на китайських виробників (6 % — Південну Корею, 5 % — Малайзію, 3 % — країни ЄС).
Як результат — у КНР розміщені найпотужніші СЕС: Golmud Desert Solar Park (потужність 4,5 ГВт), Haixi Delingha Solar Park (2 ГВт), Pavagada Solar Park (2 ГВт), Tengger Desert Solar Park (1,5 ГВт), Jinchuan, Gansu (1 ГВт).
Згідно з інформацією, яку подає Bloomberg New Energy Finance, до найбільших (за введеною потужністю) світових виробників вітрогенераторів у 2018 році належали Goldwind (6,66 ГВт) — друга позиція після Vestas (10,09 ГВт, Данія), Envision — п'ята (3,28 ГВт), Ming Yang — сьома (2,44 ГВт), Nordex — восьма (2,43 ГВт), Guodian UP — дев'ята (1,29 ГВт), Windey — десята (0,94 ГВт).

#### Сільське господарство КНР[zh]

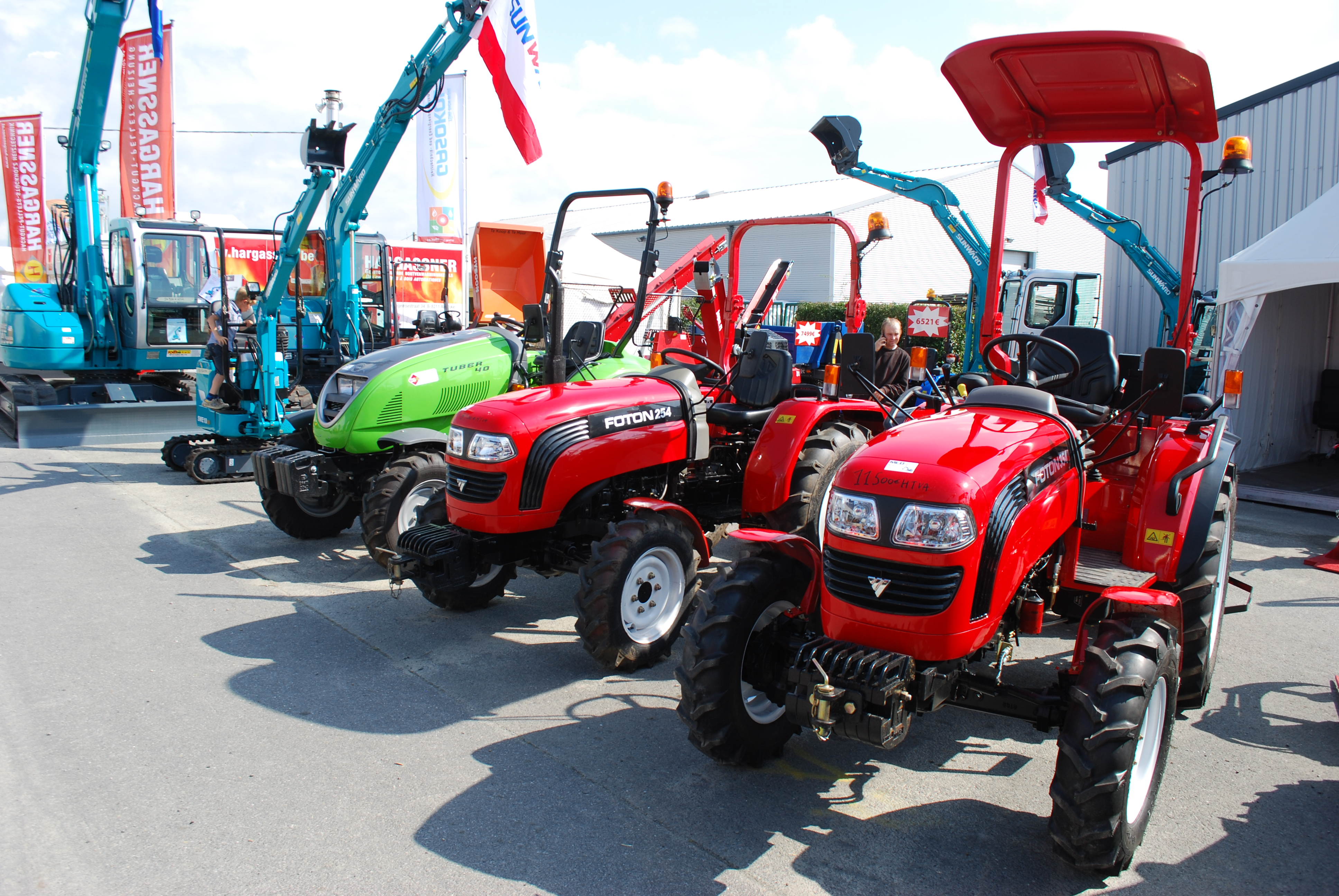
Трактор Foton

Китай є найбільшим у світі виробником різних сортів рису, що становить 35 % світового виробництва рису. Майже 50 відсотків від загального числа рисових угідь у Китаї вирощують гібридні види рису, селекціоновані Юань Лунпін, а ці гибридні рисові поля дають 60 відсотків від загального об'єкта виробництва рису в Китае. Завдяки наполегливій праці Юаня загальний об'єм виробництва рису в Китаї виріс від 56,9 млн/т у 1950 році до 194,7 млн/т у 2017 році.
Для міжгалузевої підтримки впровадження індукованого мутаційного розведення сільськогосподарських культур використовувались аерокосмічні технології, такі як прискорювачі пучків важких іонів, космічні промені та гамма-промені. Наприклад, з'явилася «пшениця Luyuan 502» та інші успішні мутанти для подальшого збільшення виробництва.
Ініціатива «Здорова нація 2020»
У 2016 році був розпочатий наймасштабніший в історії людства план у галузі охорони здоров'я. За прогнозами соціологів, до 2050 року 27,5 % громадян КНР досягне віку 50–70 років. Водночас зростання хронічних хвороб та рівня смертності призведуть до сповільнення економіки. Тому уряд активно проводить реформи, щоб запобігти різкому спаду. Новації у сфері охорони здоров'я спрямовані на покращення сервісу, якості та контролю за лікарськими засобами, доступ до страхової медицини всіх верств населення, максимальне сприяння R&D у боротьбі з онкохворобами тощо.

#### Фармринок
Станом на 2018 рік структура  фармринок Китаю включає 8782 виробничі підприємства, розгалужену мережу дистриб'юції (зареєстровано майже 7000 компаній), яка поділяється на національну та регіональну. Серед лідерів ринку: Shanghai Pharmaceuticals (上海医药集团股份有限公司), Sinopharm Group (中国医药集团有限公司), Jiangsu Hengrui Medicine (江苏恒瑞医药股份有限公司), Shanghai Fosun Pharmaceutical (上海复星医药（集团）股份有限公司), Yangtze River Pharmaceutical Group, Ltd (扬子江药业集团). На китайському ринку генеричних препаратів переважають місцеві виробники, що мають конкурентні переваги перед іноземними компаніями: більш низькі витрати на випуск продукції, тісна співпраця з тамтешньою владою, розгалужена система дистриб'юції. Місцеві дистриб'юторські компанії задля посилення власних позицій удаються до процесів злиття та поглинання. У структурі продажів левову частку становлять лікарні (майже 70 %). Невеликі сегменти ринку займають рітейл (десь 20 %) та приватні медичні заклади (приблизно 10 %).
Сьогодні для більшості провідних фармкомпаній КНР є пріоритетом у стратегічному розвитку. Вони не тільки нарощують експорт до Піднебесної або відкривають спільні з китайцями підприємства, а вже мають там R&D-лабораторії. Така діяльність стала можливою завдяки реформі медичної галузі та створеній Державною адміністрацією лікарських засобів (国家药品监督管理局) екосистемі співробітництва, що сприяє інноваціям.
Компанія AstraZeneca відкрила інноваційний центр у Wuxi; Novo Nordisk запустила платформу INNOVO в Пекіні;
Johnson & Johnson презентувала концепт JLABS в Шанхаї; Sanofi анонсувала початок роботи глобального інституту досліджень у Сучжоу, а F. Hoffmann-La Roche — подібного центру в Шанхаї. Китай активно намагається посісти провідне місце у фармацевтичних виробничих ланцюгах. Для цього активно інвестуються кошти в професійні кадри та технології.
Як приклад можна навести компанії Luye Pharma Group (绿叶制药集团) та Fosun International Limited (复星国际有限公司), що беруть участь у закордонних фармацевтичних проєктах. У 2018 році майже 40 % американських біотехрозробок фінансувалися КНР.

#### Освіта КНР
Китай є найдавнішою країною у світі, яка має кращу систему освіти. Після заснування КНР освіта отримала подальший розвиток.[джерело?]
У 2019 році в Китаї налічується 161 811 початкових шкіл, 51 982 середньої школи, 13 737 старших шкіл, 10 299 середніх професійних шкіл, 2663 загальноосвітніх коледжів та університетів та 1418 вищих професійних (коледжних) коледжів. Станом на 2010 рік 94 % населення старше 15 років закінчили навчання з отриманням середньої освіти, на відміну від 1950 р., коли освіту мали лише 20 % населення.[джерело?]
З 1986 р. Китай запровадив 9-річну обов'язкову освіту, включаючи шість років початкової школи та три роки молодших класів, а термін навчання студентів становив від 6 до 15 років. Необхідною умовою для вступу до більшості вищих навчальних закладів є державний іспит, який фінансується урядом для вступу до звичайних коледжів та університетів.[джерело?] Крім того, Держрада також створила середні та вищі технічні школи, щоб забезпечити учнів професійно-технічною освітою.
У 2006 р. Уряд КНР пообіцяв, що 9-річна обов'язкова освіта буде безкоштовною, і надав субсидії на підручники та плату за навчання для початкових та молодших шкіл.[джерело?] Це збільшило річний бюджет уряду на освіту з менш ніж 50 млрд доларів США у 2003 році до 659,07 млрд доларів фактичних видатків у 2018 році.[джерело?]
Освіта КНР перебуває під наглядом Міністерства освіти КНР. Народні уряди провінцій створюють Департамент освіти, а установи нижчого рівня — Бюро освіти для управління місцевими справами освіти.[джерело?]
У 2019 відбулася Міжнародна програма з оцінювання освітніх досягнень учнів, Китай посів перше місце у розумінні прочитаного, математиці, та знаннях природничих наук. [джерело?]
Китайська академія наук є найбільшою[джерело?] на планеті науковою організацією, до складу якої входять 114 НДІ, 3 університети, 12 філій, понад 130 лабораторій та інженерних центрів. Усього АН КНР об'єднує більше ніж 1000 різних наукових центрів і лабораторій по всій країні, понад 85 % великих наукових об'єктів Китаю (Пекінський електронно-позитронний колайдер, Експериментальний удосконалений надпровідний ТОКАМАК HL-2M, Шанхайський пристрій синхротронного випромінювання (SSRF), Великий багатоцільовий спектроскоп для спостереження великих районів неба LAMOST та ін.). АН КНР видає 267 наукових журналів, сховище наукових даних перевищує 150ТБ. У складі АН КНР налічується понад 71000 наукових співробітників і 64 000 аспірантів.
Довготривалою стратегією розвитку АН КНР є комбінування досліджень й освіти, а також міждисциплінарного й міжгалузевого співробітництва в царині інновацій. Зараз учені АН КНР реалізують 40 % тих задумів, що фінансуються Національним фондом природничих наук Китаю, та майже 22 % ключових наукових проєктів у межах Національної програми фундаментальних досліджень. Ще в 1986 році в Китаї з'явився державний документ — «Програма 863» (Національна програма з досліджень та розробок в сфері високих технологій). Згодом, в 1997 році був прийнятий інший документ — «Проект 973» (Національна програма з розвитку основних фундаментальних досліджень).

#### Громадянське суспільство
У 2010-х роках китайський уряд почав використовувати технології розпізнавання великих даних та розпізнавання осіб, щоб створити широкомасштабна система моніторингу та система соціального кредиту для всього суспільства з метою «боротьби зі злочинністю» та «сприянню цілісності».
Відповідно до загального документу «Про планування будівництва системи соціального кредиту (2014—2020)», випущеного Державною радою, система соціального кредиту буде зосереджена на чотирьох областях:
- чесність у державних справах,
- комерційна цілісність,
- суспільна цілісність,
- судова достовірність.

Станом на 2019 року офіційні дані китайського уряду показали, що більше 30 мільйонам громадян було заборонено літати і користуватись високошвидкісними залізницями через нестачу кредитних балів.

#### Мирне піднесення Китаю
Вперше термін був запропонований Чжен Біцзяном, віце-президентом Партійної школи ЦК КПК, на Боаоський Азійський форум в 2003 році. Пізніше прем'єр-міністр Китаю Вень Цзябао в АСЕАН повторив під час зустрічі та візиту. Це стало назвою зовнішньої політики першого лідера четвертого покоління китайських лідерів.
Після того, як Сі Цзіньпін став Генеральним секретарем ЦК КПК, він відродив «мрію у Велике омолодження китайській нації» та сприяв ініціативі Один пояс, один шлях. Китайська дипломатія поступово відмовилася від політики «приховування власних можливостей», і натомість виступила за «Велику державну дипломатію» та «Великі справи». Китайським дипломатію почали називати «дипломатія воїнів-вовків», через сильні націоналістичні настрої у найкасовішому китайському фільмі 2017 року Вовки-воїни-2.
У листопаді 2020 р. готовність КНР бути в авангарді глобальних процесів була озвучена під час саміту АТЕС, зустрічей Великої двадцятки, ШОС, а також знайшла своє відображення у підписанні угоди про всеохопне регіональне економічне партнерство (ВРЕП).
Китай викликає гарячі дискусії серед західних експертів. Серед причин — торгова війна між Пекіном та Вашингтоном, критика політики щодо Руху за незалежність Гонконгу та Руху за незалежність Тибету, таборів перевиховання в Синцзян-Уйгурському автономному окрузі.
22 березня 2021 Євросоюз вперше за більш ніж 30 років погодив введення санкцій щодо Китаю за систематичні порушення прав людини. У списку санкцій переліку увійшли чотири фізичні і одна юридична особа. Їх активи в ЄС будуть заморожені, в'їзд до Євросоюзу для них закритий. Брюссель пов'язав свій крок з таборами перевиховання в Синьцзян-Уйгурському автономному районі.
Пекін у відповідь негайно ввів санкції щодо 10 європейських парламентаріїв і вчених, а також чотирьох організацій. У списку санкцій Китаю опинились німець Райнхард Бютікофер (Reinhard Bütikofer) з фракції Європарламенту «Зелені — Європейський вільний альянс», німецький євродепутат з Європейської народної партії Міхаель Галер (Michael Gahler) і синолог Адріан Ценц (Adrian Zenz), а також Інститут досліджень Китаю Mercator у Берліні. У Данії під штрафні заходи Китаю потрапила некомерційна організація Alliance of Democracies, заснована колишнім генеральним секретарем НАТО Андерсом Фогом Расмуссеном.

#### Китайська космічна програма
У березні 2003 року Китай оголосив, що в найближчі 20 років виконає програму вивчення Місяця. Програма «Чан'є» (Chang'e) складається з трьох етапів: зондування, посадка, повернення. У 2007 і 2010 році Китай відправив до Місяця перші два зонди.
На другому етапі, орієнтовно в 2025 році, намічається висадка китайських космонавтів на поверхню Місяця, а на третьому — створення місячної бази.
Також планується створення до 2022 року Китайської космічної станції.

## Відсилання
1. ↑  Stephen Rosskamm Shalom. Deaths in China Due to Communism. Center for Asian Studies Arizona State University, 1984.
2. ↑  The Great Leveler: Violence and the History of Inequality from the Stone Age to the Twenty-First Century, Walter Scheidel, 2017
3. ↑  Fenby, J (2008). Modern China: The Fall and Rise of a Great Power, 1850 to the Present. Ecco Press. с. 351. ISBN 0-06-166116-3. Mao's responsibility for the extinction of anywhere from 40 to 70 million lives brands him as a mass killer greater than Hitler or Stalin, his indifference to the suffering and the loss of humans breathtaking
4. ↑  Teiwes, Frederick C., and Warren Sun. 1999. China's road to disaster: Mao, central politicians, and provincial leaders in the unfolding of the great leap forward, 1955—1959. Contemporary China papers. Armonk, N.Y.: M.E. Sharpe. pp. 52–55.
5. ↑  MacFarquhar, Roderick. 1974. The origins of the Cultural Revolution. London: Published for Royal Institute of International Affairs, East Asian Institute of Columbia University and Research Institute on Communist Affairs of Columbia by Oxford University Press. p 4.
6. ↑  Link, Perry (18 липня 2007). Legacy Of a Maoist Injustice. The Washington Post. Архів оригіналу за 6 січня 2019. Процитовано 12 листопада 2018.
7. ↑  Galtung, Marte Kjær; Stenslie, Stig (2014). 49 Myths about China. Rowman & Littlefield. с. 189. ISBN 978-1442236226. Архів оригіналу за 28 лютого 2019. Процитовано 12 листопада 2018.
8. ↑  Meisner, M. (1999). China's Communist revolution: A half-century perspective. Current history (New York, N.Y.: 1941). 98. 246.
9. ↑  Naughton B. The Chinese Economy: Transitions and Growth / Barry Naughton. — Massachusetts: The MIT Press, 2007. — 545 с.
10. ↑  Архівована копія. Архів оригіналу за 1 листопада 2019. Процитовано 22 квітня 2021.{{cite web}}:  Обслуговування CS1: Сторінки з текстом «archived copy» як значення параметру title (посилання) [Архівовано 2019-11-01 у Wayback Machine.]
11. ↑  The Great Leap Forward. Chinese Revolution (амер.). 25 вересня 2019. Процитовано 22 квітня 2021.
12. ↑  Third-Front / Third-Line. www.globalsecurity.org. Архів оригіналу за 22 квітня 2021. Процитовано 22 квітня 2021.
13. ↑  Addison A. Chinese Economic Performance in the Long Run: / Angus Addison., 2007. — 200 p.
14. ↑  Архівована копія. Архів оригіналу за 27 липня 2009. Процитовано 22 квітня 2021.{{cite web}}:  Обслуговування CS1: Сторінки з текстом «archived copy» як значення параметру title (посилання) [Архівовано 2009-07-27 у Wayback Machine.]
15. ↑  Архівована копія. Архів оригіналу за 3 червня 2013. Процитовано 22 квітня 2021.{{cite web}}:  Обслуговування CS1: Сторінки з текстом «archived copy» як значення параметру title (посилання) [Архівовано 2013-06-03 у Wayback Machine.]
16. ↑  Архівована копія. Архів оригіналу за 3 червня 2013. Процитовано 22 квітня 2021.{{cite web}}:  Обслуговування CS1: Сторінки з текстом «archived copy» як значення параметру title (посилання) [Архівовано 2013-06-03 у Wayback Machine.]
17. ↑  Poon, Leon. The People's Republic Of China: IV. History of China. Архів оригіналу за 15 червня 2010. Процитовано 4 квітня 2010.
18. ↑  Sixth Plenary Session of the Eleventh Central Committee of the Communist Party of China (27 червня 1981). Comrade Mao Zedong's Historical Role and Mao Zedong Thought --Resolution on Certain Questions in the History of Our Party Since the Founding of the People's Republic of China (abridged). Communist Party of China. Архів оригіналу за 15 квітня 2010. Процитовано 14 квітня 2010.
19. ↑  Malcolm Moore (15 листопада 2013). China to ease one-child policy. Telegraph. Архів оригіналу за 24 грудня 2013. Процитовано 26 грудня 2013.
20. ↑  China's two-child policy will underwhelm. The Economist. 31 жовтня 2015. Архів оригіналу за 24 квітня 2017. Процитовано 23 листопада 2015.
21. ↑  Chris Buckley, "In Lee Kuan Yew, China Saw a Leader to Emulate, " New York Times March 23, 2015 [Архівовано 24 березня 2015 у Wayback Machine.]
22. ↑  Хоменко О. В. Формування інноваційної конкурентоспроможності економіки Китаю: дис. канд. ек. наук : 08.00.02 / Хоменко Ольга Володимирівна — Київ, 2014. — 264 с.
23. ↑  Архівована копія. Архів оригіналу за 23 січня 2022. Процитовано 22 квітня 2021.{{cite web}}:  Обслуговування CS1: Сторінки з текстом «archived copy» як значення параметру title (посилання)
24. ↑  Архівована копія. Архів оригіналу за 6 вересня 2016. Процитовано 22 квітня 2021.{{cite web}}:  Обслуговування CS1: Сторінки з текстом «archived copy» як значення параметру title (посилання) [Архівовано 2016-09-06 у Wayback Machine.]
25. ↑  Архівована копія. Архів оригіналу за 18 січня 2017. Процитовано 22 квітня 2021.{{cite web}}:  Обслуговування CS1: Сторінки з текстом «archived copy» як значення параметру title (посилання) [Архівовано 2017-01-18 у Wayback Machine.]
26. 1 2  Архівована копія. Архів оригіналу за 8 вересня 2016. Процитовано 22 квітня 2021.{{cite web}}:  Обслуговування CS1: Сторінки з текстом «archived copy» як значення параметру title (посилання) [Архівовано 2016-09-08 у Wayback Machine.]
27. ↑  Архівована копія. Архів оригіналу за 6 вересня 2016. Процитовано 22 квітня 2021.{{cite web}}:  Обслуговування CS1: Сторінки з текстом «archived copy» як значення параметру title (посилання) [Архівовано 2016-09-06 у Wayback Machine.]
28. ↑  Архівована копія. Архів оригіналу за 30 листопада 2019. Процитовано 22 квітня 2021.{{cite web}}:  Обслуговування CS1: Сторінки з текстом «archived copy» як значення параметру title (посилання) [Архівовано 2019-11-30 у Wayback Machine.]
29. ↑  Архівована копія. www.most.gov.cn. Архів оригіналу за 6 грудня 2018. Процитовано 22 квітня 2021.{{cite web}}:  Обслуговування CS1: Сторінки з текстом «archived copy» як значення параметру title (посилання)
30. ↑  Decision of the State Council on Accelerating the Fostering and Development of Strategic Emerging Industries. www.lawinfochina.com. Архів оригіналу за 22 квітня 2021. Процитовано 22 квітня 2021.
31. ↑  14-й пятилетний план развития КНР (2021-2025). Основное в области энергетики и климата. RenEn (рос.). 9 березня 2021. Архів оригіналу за 22 квітня 2021. Процитовано 22 квітня 2021.
32. ↑  Global Energy Statistical Yearbook 2019
33. ↑  IEA-PVPS – Trends in Photovoltaic Applications 2019 [Електронний ресурс] // IEA. – 2019.
34. ↑  Архівована копія. Архів оригіналу за 23 квітня 2021. Процитовано 22 квітня 2021.{{cite web}}:  Обслуговування CS1: Сторінки з текстом «archived copy» як значення параметру title (посилання)
35. ↑  Архівована копія. Архів оригіналу за 17 квітня 2021. Процитовано 22 квітня 2021.{{cite web}}:  Обслуговування CS1: Сторінки з текстом «archived copy» як значення параметру title (посилання)
36. ↑  globalreach.com, Global Reach Internet Productions, LLC - Ames, IA -. A World-Brand Name: Yuan Longping, The Father of Hybrid Rice. www.worldfoodprize.org (англ.). Архів оригіналу за 12 грудня 2021. Процитовано 12 грудня 2021.
37. ↑  Архівована копія. Архів оригіналу за 3 жовтня 2020. Процитовано 19 травня 2022.{{cite web}}:  Обслуговування CS1: Сторінки з текстом «archived copy» як значення параметру title (посилання) [Архівовано 2020-10-03 у Wayback Machine.]
38. ↑  Кіктенко В. Основні віхи розвитку Академії наук КНР: до 70-річного ювілею. sinologist. 14 квітня 2020. Архів оригіналу за 16 квітня 2021. Процитовано 16 квітня 2021.
39. ↑  23 проекта Китая, которые изменят мир | Институт Эволюционной Экономики. iee.org.ua. Архів оригіналу за 16 квітня 2021. Процитовано 15 квітня 2021.
40. ↑  http://www.uscc.gov/researchpapers/2009/Research_Report_on Chinese _High_Tech_Industries.pdf
41. ↑  Архівована копія. Архів оригіналу за 16 квітня 2021. Процитовано 22 квітня 2021.{{cite web}}:  Обслуговування CS1: Сторінки з текстом «archived copy» як значення параметру title (посилання)
42. ↑  Staff, Reuters (10 грудня 2020). 中国外交部回应“战狼外交”：就做战狼又何妨？. Reuters (кит.). Архів оригіналу за 25 січня 2021. Процитовано 23 квітня 2021. [Архівовано 2021-01-25 у Wayback Machine.]
43. ↑  Welle (www.dw.com), Deutsche. Европейские МИДы вызывают послов КНР на ковер из-за санкций | DW | 23.03.2021. DW.COM (рос.). Архів оригіналу за 29 квітня 2021. Процитовано 29 квітня 2021.

## До читання
- Lynch, Michael. Access to History: Mao's China 1936–97 (3rd ed. Hachette UK, 2015)

### Історіографія
- Eben V. Racknitz, Ines. «Repositioning History for the Future — Recent Academic Debates in China» History Compass (2014) 12#6 pp. 465–472.
- Finnane, Antonia. «Reinventing Modern China: Imagination and Authenticity in Chinese Historical Writing.» Asian Studies Review 39#1 (2015): 163—164.
- Longxi, Zhang. «Re-conceptualizing China in our Time: From a Chinese Perspective.» European Review 23#2 (2015): 193—209.
- Unger, Jonathan. Using the Past to Serve the Present: Historiography and Politics in Contemporary China (Routledge, 2015)

## Зовнішні ланки
- Cold War International History Project: Document Collection on China in the Cold War [Архівовано 12 листопада 2018 у Wayback Machine.]
- «Rethinking ‘Capitalist Restoration’ in China» [Архівовано 17 березня 2011 у Wayback Machine.] by Yiching Wu
- Peoples Republic of China by P.M. Calabrese
- China Timeline: A Chronology of Key Events in China by Gerhard K. Heilig
- China from the Inside [Архівовано 9 листопада 2018 у Wayback Machine.] — 2006 PBS документальне кіно
- Map of situation in East Asia at the time of declaration of the People's Republic of China [Архівовано 5 червня 2018 у Wayback Machine.]
- Історія конфлікту між Тайванем і КНР [Архівовано 3 травня 2020 у Wayback Machine.], відео Tokar.ua